# Bujáki-patak
A Bujáki-patak a Cserhátban ered, Buják északnyugati határában, Nógrád vármegyében, mintegy 290 méteres tengerszint feletti magasságban. A patak forrásától kezdve déli irányban halad, majd Héhalomnál éri el a Bér-patakot.
Bujáknál a Virág-patak torkollik belé. Palotás településtől északra víztárolót hoztak létre a patak felduzzasztásával.
A Bujáki-patak vízgazdálkodási szempontból a Zagyva Vízgyűjtő-tervezési alegység működési területét képezi.

## Part menti település
- Buják
- Kisbágyon
- Palotás
- Héhalom